# Nnamdi Ofoborh
Nathan Nnamdi Ugochukwu Benjamin Asigboro Ofoborh (* 7. November 1999 in Southwark, London) ist ein nigerianischer Fußballspieler, der zuletzt bei den Glasgow Rangers in der Scottish Premiership unter Vertrag stand.

## Karriere

### Verein
Nnamdi Ofoborh begann seine Karriere in London bei den Junioren des FC Millwall. Nach einem erfolgreichen Probetraining wechselte er zum AFC Bournemouth. In der Jugend führte er die U-18 der „Cherries“ in der Saison 2017/18 als Mannschaftskapitän. Nachdem er im Juli 2017 seinen ersten Profivertrag unterschrieben hatte, wurde dieser im Dezember 2018 um drei Jahre verlängert.
Bei Bournemouth saß er in der Saison 2018/19 in zwei Premier-League-Spielen auf der Bank, darunter eine 0:1-Heimniederlage gegen Fulham am 20. April und einen 1:0-Heimsieg gegen Tottenham Hotspur am 4. Mai 2019.
Am 2. September 2019 wurde Ofoborh an die Wycombe Wanderers aus der dritten englischen Liga ausgeliehen. Sein Profidebüt gab er sechs Tage später in einem Ligaspiel gegen Lincoln City. Sein erstes Profitor erzielte er am 12. November 2019 in der EFL Trophy gegen Milton Keynes Dons. Mit den Wanderers stieg er nach den Play-offs in die 2. Liga auf, die zum ersten Mal in ihrer Geschichte den Aufstieg in die zweithöchste Liga erreichten. Dabei half Ofoborh mit seinem ersten Ligator im Play-off-Halbfinale gegen Fleetwood Town.
Nachdem Bournemouths aus der Premier League abgestiegen war, kehrte Ofoborh in den Kader für die Saison 2020/21 zurück. Sein Debüt für Bournemouth gab er am 15. September 2020 im EFL Cup gegen Crystal Palace. Nach nur drei Ligaeinsätzen und insgesamt fünf Pflichtspielen kehrte Ofoborh im Februar 2021 auf Leihbasis zu den Wycombe Wanderers zurück.
Ofoborh unterschrieb im Februar 2021 einen Vierjahresvertrag bei den Glasgow Rangers aus der Scottish Premiership.

### Nationalmannschaft
Im Jahr 2019 spielte Ofoborh dreimal für die Nigerianische U-20-Nationalmannschaft während der Weltmeisterschaft in Polen. Dabei kam er zweimal in der Vorrunde gegen Katar und dem späteren Weltmeister Ukraine zum Einsatz. Im Achtelfinale, das gegen den Senegal mit 1:2 verloren wurde, folgte sein dritter Einsatz.